# Європейська нагорода за якість
Європейська нагорода за якість (англ. European Quality Award) — найпрестижніша європейська нагорода за досягнення переваги в бізнесі. Ця премія вручається підприємству, яке є найуспішнішим виконавцем вимог TQM в Європі. Заснована в 1991 році  Європейським фондом управління якістю (EFQM), Єврокомісією та Європейською організацією з якості (ЕОК). Нагорода знаходиться у переможця номінально протягом одного року. Крім того у рамках премії вручаються Європейські призи з якості у різних категоріях.

## Переможці
- 1992 Rank Xerox ( Велика Британія)
- 1993 Milliken Europe ( Бельгія)
- 1994 D2D (Design to Distribution) ( Велика Британія)
- 1995 Texas Instruments Europe ( Франція)
- 1996 Brisa (Bridgestone) ( Туреччина)
- 1997 SGS-Thomson ( Італія)
- 1998 TNT UK ( Велика Британія)
- 1999 Жовті сторінки ( Велика Британія)
- 2000 Nokia ( Фінляндія)
- 2001 St Mary's College Northern Ireland ( Велика Британія), Zahnarztpraxis ( Швейцарія)
- 2002 SAM Mouldings ( Велика Британія)
- 2003 Bosch Sanayi ve Ticaret AS ( Туреччина), Runshaw College ( Велика Британія), Maxi Coco-Mat SA ( Греція)
- 2004 Kocaeli Chamber of Industry ( Туреччина), YELL ( Велика Британія)
- 2005 FirstPlus Financial Group ( Велика Британія), TNT Express ( Велика Британія)
- 2006 BMW Chassis and Driveline Systems ( Німеччина), Grundfos ( Данія)
- 2007 Lauaxeta Ikastola Sociedad Cooperativa ( Іспанія), The Cedar Foundation ( Велика Британія), Villa Massa S.r.l. ( Італія), Tobermore Concrete Products Ltd ( Велика Британія)
- 2008 Bosch Sanayi ve Ticaret A.S. ( Туреччина), Bursagaz ( Туреччина), Council for the Curriculum, Examinations & Assessment ( Велика Британія)
- 2009 Переможця не обрано
- 2010 Переможця не обрано
- 2011 Bilim Pharmaceuticals ( Туреччина)
- 2012 Robert Bosch GmbH Bamberg Plant ( Німеччина)
- 2013 Alpenresort Schwarz ( Австрія)
- 2014 Bosch Bari Plant ( Італія)
- 2015 BMW AG Werk Regensburg ( Німеччина), WDH ( Велика Британія)
- 2016 Ayuntamiento de Alcobendas ( Іспанія)